# گل صحرا (فیلم)
گل صحرا (انگلیسی: Desert Flower) فیلمی در ژانر درام و زندگی‌نامه است که در سال ۲۰۰۹ منتشر شد. این فیلم بر اساس زندگی واریس دیری و با اقتباس از کتاب گل صحرا ساخته شده است. لیا کبده و سالی هاوکینز از جمله بازیگران این فیلم هستند.

## بازیگران
- لیا کبده
- سالی هاوکینز
- کریگ پارکینسون
- آنتونی مکی
- جولیت استیونسون
- تیموتی اسپال
- میرا سایال
- تریسا چرچر